# Martin Spanring
Martin Spanring (Monaco di Baviera, 14 ottobre 1969) è un ex calciatore tedesco, di ruolo difensore.